# エジバウド・マルティンス・ダ・フォンセカ
エジバウドことエジバウド・マルティンス・ダ・フォンセカ（Edivaldo Martins da Fonseca、1962年4月13日 - 1993年1月13日）は、ブラジル・リオデジャネイロ州出身のサッカー選手。ポジションはフォワード。

## 来歴
ブラジル代表歴もある技巧派ストライカー。1986年ワールドカップメキシコ大会では背番号11でエントリーされていたが、試合出場はなかった。
Jリーグ開幕を翌年に控えた1992年にガンバ大阪に加入。すぐに中心選手となり、タイ・クイーンズカップ優勝、天皇杯上位進出に貢献。
1993年、Jリーグが開幕する5月までブラジルのタクアリチンガ(pt:Clube Atlético Taquaritinga)へ短期間の期限付き移籍していたが、同年1月13日にブラジルで交通事故に遭い他界した。30歳没。

## 所属クラブ
- 1982年  アトレチコ・ミネイロ
- 1983年  タクアリチンガ
- 1984年 - 1987年  アトレチコ・ミネイロ
- 1987年 - 1990年  サンパウロFC
- 1990年  プエブラFC
- 1991年 - 1992年  パルメイラス
- 1992年10月 - 12月  パナソニックガンバ大阪
- 1993年  タクアリチンガ（レンタル移籍）

## 個人成績
| 国内大会個人成績 | 国内大会個人成績 | 国内大会個人成績 | 国内大会個人成績 | 国内大会個人成績 | 国内大会個人成績 | 国内大会個人成績 | 国内大会個人成績 | 国内大会個人成績 | 国内大会個人成績 | 国内大会個人成績 | 国内大会個人成績 |
| 年度             | クラブ           | 背番号           | リーグ           | リーグ戦         | リーグ戦         | リーグ杯         | リーグ杯         | オープン杯       | オープン杯       | 期間通算         | 期間通算         |
| 年度             | クラブ           | 背番号           | リーグ           | 出場             | 得点             | 出場             | 得点             | 出場             | 得点             | 出場             | 得点             |
| 日本             | 日本             | 日本             | 日本             | リーグ戦         | リーグ戦         | リーグ杯         | リーグ杯         | 天皇杯           | 天皇杯           | 期間通算         | 期間通算         |
| ---------------- | ---------------- | ---------------- | ---------------- | ---------------- | ---------------- | ---------------- | ---------------- | ---------------- | ---------------- | ---------------- | ---------------- |
| 1992             | G大阪            | -                | J                | -                | -                | 0                | 0                |                  |                  |                  |                  |
| 通算             | 日本             | 日本             | J                | 0                | 0                | 0                | 0                |                  |                  |                  |                  |
| 総通算           | 総通算           | 総通算           | 総通算           | 0                | 0                | 0                | 0                |                  |                  |                  |                  |

## 代表歴
- ブラジル代表
  - 1986 FIFAワールドカップ（0試合0得点）

### 試合数
- 国際Aマッチ 3試合（1986年-1989年）[1]

| ブラジル代表 | 国際Aマッチ | 国際Aマッチ |
| 年           | 出場        | 得点        |
| ------------ | ----------- | ----------- |
| 1986         | 2           | 0           |
| 1987         | 0           | 0           |
| 1988         | 0           | 0           |
| 1989         | 1           | 0           |
| 通算         | 3           | 0           |